# Бабадаг
Бабадаг (рум. Babadag, тур. Babadağ) град је у у југоисточном делу Румуније, у историјској покрајини Добруџа. Бабадаг је трећи по величини град у округу Тулча.
Бабадаг према последњем попису из 2002. године имао 10.037 становника.

## Етимологија
Град је део северне Добруџе, која је некад била територија Османског царства. Град носи и турско име Babadağ-Отац планина.

## Географија
Град Бабадаг је смештен у средишњем делу историјске покрајине Добруџе, 0 km северно од седишта покрајине, Констанце.
Град се налази између горја у средишњем делу покрајине и источно положене Делте Дунава. Бабадаг се образовао на омањем Бабадашком језеру, које ствара река Тајша.

## Становништво
У односу на попис из 2002, број становника на попису из 2011. се смањио.
| 1966. | 1977. | 1992.  | 2002.  | 2011. |
| ----- | ----- | ------ | ------ | ----- |
| 7.343 | 8.564 | 10.437 | 10.878 | 8.940 |

Становништво Бабадага је шаролико у складу са вишенационалном слике целе Добруџе. Тако Румуни чине претежно становништво Бабадага (84,3%), али су веома ројни и Турци (12,8%) и Роми (1,7%). Слично томе становништ о је подељено између већинских православаца (85%) и мањинских муслимана (14%).